# Тарабилда, Пятрас
Пятрас Тарабилда (лит. Petras Tarabilda; 29 июня 1894, деревня Йочюнай, ныне Паневежского района — 5 марта 1977, Вильнюс) — литовский и советский художник, график-иллюстратор и портретист; муж художницы Домицеле Тарабильдене, отец художников Арунаса Тарабилды и Римтаса Тарабилды, архитектора Гедре Тарабилдайте-Контвайнене.

## Биография
Родился в многодетной крестьянской семье. Учился в школе Трошкунай, в 1924—1931 годах занимался в студии графики Каунасской художественной школы. В 1928 году был участником акции сооружения крестов, посвящённых десятилетию независимости Литвы. С 1929 года работал преподавателем искусства в каунасских гимназиях.
В 1935 году стал одним из учредителей Общества Николая Рериха в Литве. Участвовал в издании журнала общества „Naujoji sąmonė“ («Новое сознание»; первый номер вышел в 1936 году), был его художественным редактором. Создал эмблему общества, плакат, рисовал иллюстрации. Подготовил и издал программное издание Общества Рериха в Литве „Rericho paktas ir Taikos vėliava“ («Пакт Рериха и Знамя мира», 1936)
В 1937—1939 годах совершенствовался в Париже. В 1939—1946 годах преподавал искусство в учительской семинарии в Укмерге. В 1944 году основал в Укмерге городской музей и стал его первым заведующим. В 1945 году в Укмерге прошла персональная выставка.
Вернувшись в 1946 году в Каунас, преподавал в Каунасском институте прикладного и декоративного искусства; доцент (1949). В 1950 году за пропаганду идей Рериха был отстранён от преподавания.
Похоронен на Антокольском кладбище в Вильнюсе.

## Творчество

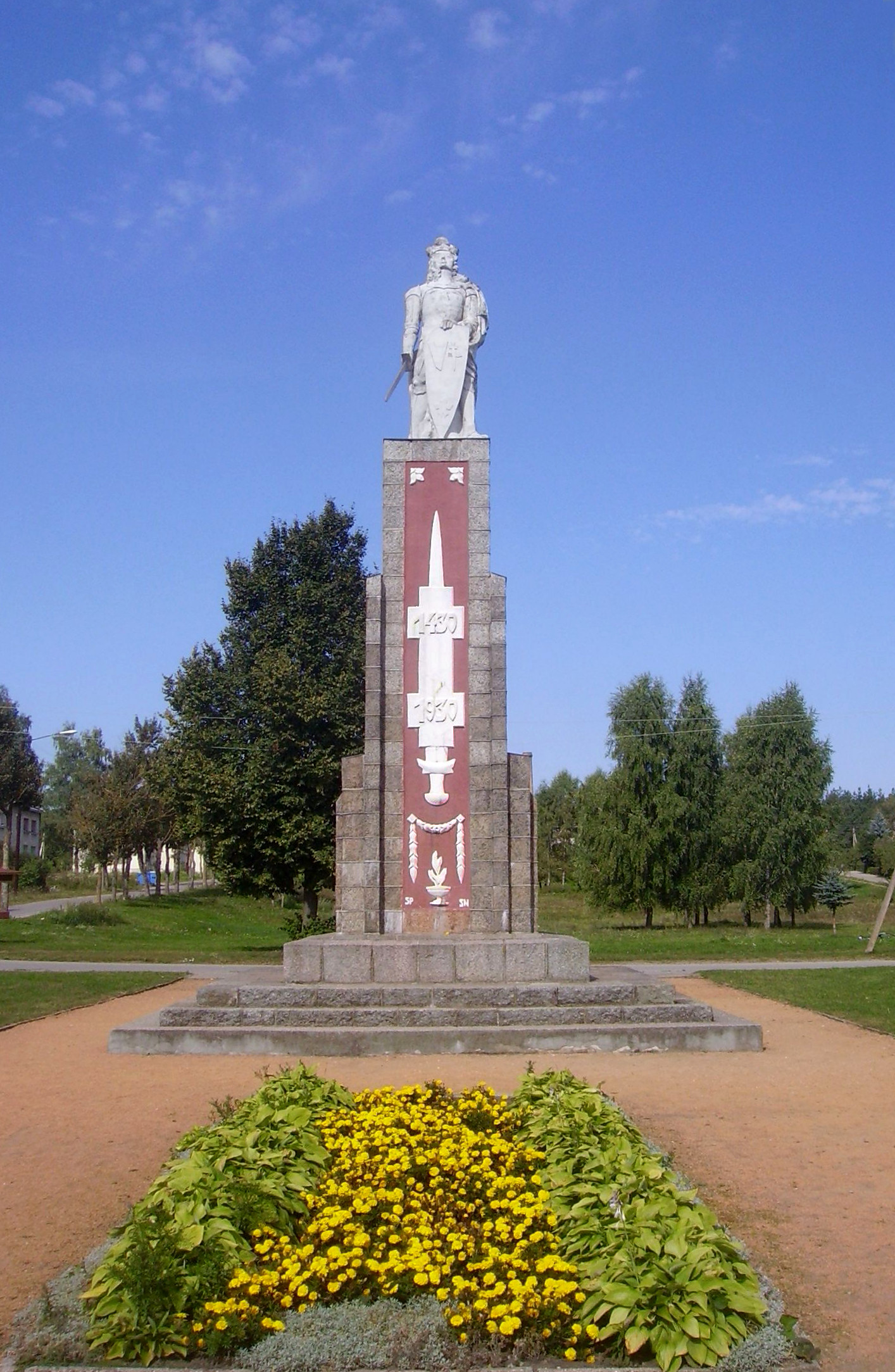
Памятник Витовту Великому в Перлое

С 1928 года участвовал в художественных выставках. Первая персональная выставка прошла в Укмерге в 1945 году.
Оформлял книги, создавал экслибрисы и плакаты, делал декорации. Автор проектов медалей.
В 1929 году в различных местах Литвы были сооружены пышные кресты по его проектам для увековечивания десятилетия независимого государства (1928). В деревне Перлоя (Варенский район) по проекту Пятраса Тарабилды к 500-летию со дня смерти великого князя литовского Витовта Великого, отмечавшегося в 1930 году, возведён памятник (открыт в 1931 году) с 8-метровой статуей князя. Памятник Витовту Великому уцелел, в отличие от других подобных монументов, в советский период.  Памятник включен в Регистр культурных ценностей Литовской Республики как охраняемый государством объект регионального значения, код 14534
Был известным портретистом. Написал ряд живописных портретов (Микалоюса Константинаса Чюрлёниса, Антанаса Венцловы, Антанаса Жмуйдзинавичюса, Владаса Кузмы и других деятелях литовской культуры).